# Кубок Шпенглера 2016
Кубок Шпенглера 2016 — 90-й традиційний турнір Кубок Шпенглера, що пройшов у швейцарському місті Давос з 26 по 31 грудня 2016 року. 
Традиційно окрім господарів хокейного клубу «Давос» та збірної команди Канади в ньому братимуть участь: швейцарський клуб «Лугано», білоруський клуб «Динамо» (Мінськ), чеський клуб «Маунтфілд» (Градець-Кралове) та російський «Автомобіліст» (Єкатеринбург).

## Арена
Традиційно усі матчі турніру проходять на Вайлент Арені.

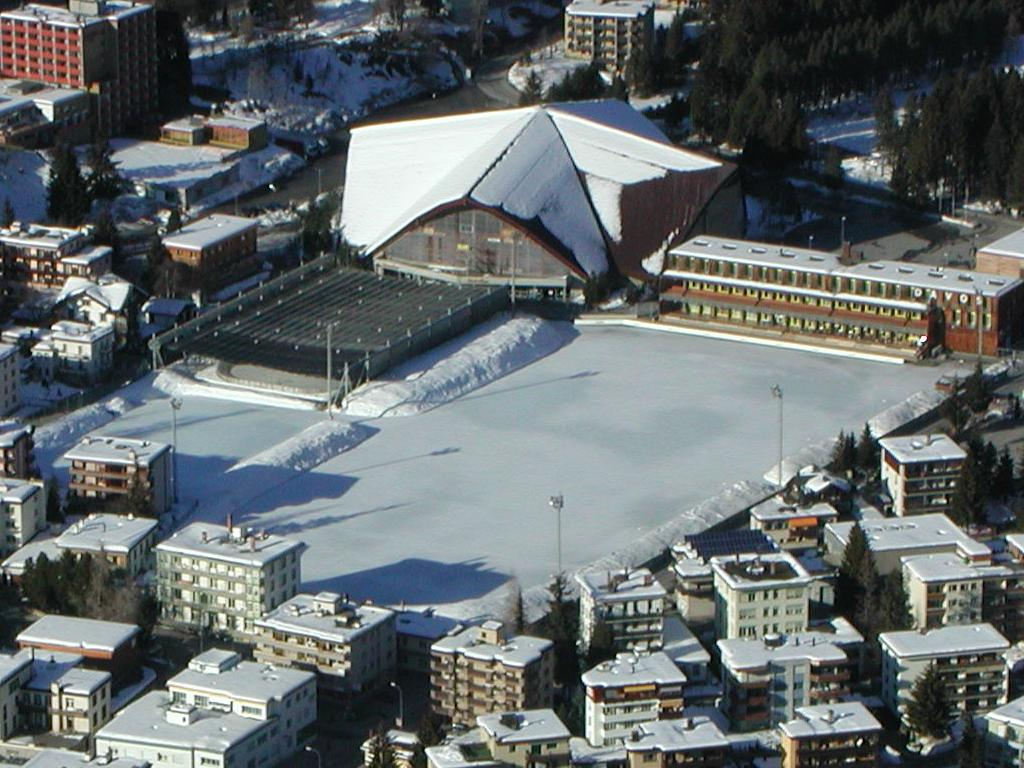
Вайлент Арена

## Регламент змагань
У кубку Шпенглера беруть участь шість хокейних колективів у двох групах.
У групах команди грають турнір за круговою системою: кожна з кожною. За перемогу в основний час нараховується три очки; команда, що програла, очок не отримує. Якщо ж основний час гри завершився нічиєю, командам зараховується по одному очку, а та з команд, що одержала перемогу в овертаймі або в серії післяматчевих штрафних кидків, отримує друге очко.
За регламентом змагань переможці груп виходять безпосередньо до півфіналу, а команди які зайняли 2-3 місця починають боротьбу з 1/4 фіналу.
Переможець фіналу отримує кубок Шпенглера.

## Попередній раунд

### Нарахування очок
- В (перемога в основний час) — 3 очка.
- ВО (перемога в овертаймі/булітах) — 2 очка.
- ПО (поразка в овертаймі/булітах) — 1 очко.
- П (поразка в основний час) — 0 очок.

### Група «Торріані»
| 26 грудня 2016 15:00 | «Лугано» | 4 : 2 (1:1, 2:0, 1:1) | «Автомобіліст» (Єкатеринбург) | Вайлент Арена, Давос Глядачів: 6.300 |

| Протокол                                                        | Протокол                | Протокол                    | Протокол           | Протокол                               |
| --------------------------------------------------------------- | ----------------------- | --------------------------- | ------------------ | -------------------------------------- |
|                                                                 | Мерзлінкінс             | Голкіпери                   | Лісутін Сохатський | Арбітри: Стефан Фонселіус Тобіас Верлі |
| Вісневскі — 09:39 Санніц — 31:24 Гарднер — 32:35 Класен — 59:40 | 1:0 1:1 2:1 3:1 3:2 4:2 | 17:16 — Моня 48:21 — Гареєв |                    | Арбітри: Стефан Фонселіус Тобіас Верлі |
| 12 хв.                                                          | Вилучення               | 10 хв.                      |                    | Арбітри: Стефан Фонселіус Тобіас Верлі |
| 30                                                              | Кидки                   | 23                          |                    | Арбітри: Стефан Фонселіус Тобіас Верлі |

| 27 грудня 2016 15:00 | «Маунтфілд» (Градець-Кралове) | 4 : 3 (1:1, 1:2, 2:0) | «Автомобіліст» (Єкатеринбург) | Вайлент Арена, Давос Глядачів: 6.155 |

| Протокол                                                          | Протокол                    | Протокол                                    | Протокол   | Протокол                                   |
| ----------------------------------------------------------------- | --------------------------- | ------------------------------------------- | ---------- | ------------------------------------------ |
|                                                                   | Рибар                       | Голкіпери                                   | Сохатський | Арбітри: Стефан Фонселіус Маркус Віннеборг |
| Ярушек — 04:28 Кукумберг — 24:51 Кукумберг — 52:08 Ярушек — 55:56 | 0:1 1:1 2:1 2:2 2:3 3:3 4:3 | 00:31 — Моня 37:20 — Голишев 39:43 — Чистов |            | Арбітри: Стефан Фонселіус Маркус Віннеборг |
| 12 хв.                                                            | Вилучення                   | 14 хв.                                      |            | Арбітри: Стефан Фонселіус Маркус Віннеборг |
| 31                                                                | Кидки                       | 34                                          |            | Арбітри: Стефан Фонселіус Маркус Віннеборг |

| 28 грудня 2016 15:00 | «Лугано» | 4 : 3 (2:1, 2:0, 0:2) | «Маунтфілд» (Градець-Кралове) | Вайлент Арена, Давос Глядачів: 6.300 |

| Протокол                                                      | Протокол                    | Протокол                                          | Протокол     | Протокол                          |
| ------------------------------------------------------------- | --------------------------- | ------------------------------------------------- | ------------ | --------------------------------- |
|                                                               | Манзато Мерзлінкінс         | Голкіпери                                         | Рибар Кацетл | Арбітри: Тобіас Верлі Марк Віганд |
| Гофманн — 11:09 Гофманн — 18:35 Фацціні — 29:23 Веске — 30:51 | 1:0 1:1 2:1 3:1 4:1 4:2 4:3 | 11:53 — Шиманек 43:06 — Джеріньш 51:42 — Червений |              | Арбітри: Тобіас Верлі Марк Віганд |
| 14 хв.                                                        | Вилучення                   | 12 хв.                                            |              | Арбітри: Тобіас Верлі Марк Віганд |
| 23                                                            | Кидки                       | 38                                                |              | Арбітри: Тобіас Верлі Марк Віганд |

| Команда                       | В | ВО | ПО | П | ШЗ | ШП | Очк |
| ----------------------------- | - | -- | -- | - | -- | -- | --- |
| «Лугано»                      | 2 | 0  | 0  | 0 | 8  | 5  | 6   |
| «Маунтфілд» (Градець-Кралове) | 1 | 0  | 0  | 1 | 7  | 7  | 3   |
| «Автомобіліст» (Єкатеринбург) | 0 | 0  | 0  | 2 | 5  | 8  | 0   |

### Група «Каттіні»
| 26 грудня 2016 20:15 | «Динамо» (Мінськ) | 7 : 4 (2:3, 1:0, 4:1) | Канада | Вайлент Арена, Давос Глядачів: 6.119 |

| Протокол | Протокол                                    | Протокол                                                 | Протокол      | Протокол                              |
| --- | ------------------------------------------- | -------------------------------------------------------- | ------------- | ------------------------------------- |
| | Скрівенс                                    | Голкіпери                                                | Дрю Макінтайр | Арбітри: Маркус Віннеборг Марк Віганд |
| Матерухін — 02:02 Ковиршин — 16:50 Лісовець — 30:44 Коробов — 46:30 Ковиршин — 50:25 Дрозд — 54:20 Комаров — 58:25 | 1:0 1:1 1:2 1:3 2:3 3:3 3:4 4:4 5:4 6:4 7:4 | 05:11 — Еббетт 12:57 — Норо 13:58 — Реймонд 40:33 — Норо |               | Арбітри: Маркус Віннеборг Марк Віганд |
| 12 хв. | Вилучення                                   | 12 хв.                                                   |               | Арбітри: Маркус Віннеборг Марк Віганд |
| 19 | Кидки                                       | 35                                                       |               | Арбітри: Маркус Віннеборг Марк Віганд |

| 27 грудня 2016 20:15 | «Давос» | 3 : 4 (1:1, 0:1, 2:2) | Канада | Вайлент Арена, Давос Глядачів: 6.300 |

| Протокол                                   | Протокол                    | Протокол                                                          | Протокол | Протокол                          |
| ------------------------------------------ | --------------------------- | ----------------------------------------------------------------- | -------- | --------------------------------- |
|                                            | Сенн                        | Голкіпери                                                         | Фукале   | Арбітри: Майкл Легго Тобіас Верлі |
| Ледін — 11:09 Рахімі — 45:02 Ледін — 55:18 | 1:0 1:1 1:2 2:2 2:3 2:4 3:4 | 16:27 — Реймонд 27:57 — Еммертон 46:37 — Мікфлікер 52:40 — Еббетт |          | Арбітри: Майкл Легго Тобіас Верлі |
| 20 хв.                                     | Вилучення                   | 12 хв.                                                            |          | Арбітри: Майкл Легго Тобіас Верлі |
| 36                                         | Кидки                       | 34                                                                |          | Арбітри: Майкл Легго Тобіас Верлі |

| 28 грудня 2016 20:15 | «Динамо» (Мінськ) | 4 : 5 (1:1, 2:3, 1:1) | «Давос» | Вайлент Арена, Давос Глядачів: 6.300 |

| Протокол                                                               | Протокол                            | Протокол                                                                  | Протокол | Протокол                              |
| ---------------------------------------------------------------------- | ----------------------------------- | ------------------------------------------------------------------------- | -------- | ------------------------------------- |
|                                                                        | Кевін Лаланд                        | Голкіпери                                                                 | Ніффелер | Арбітри: Майкл Легго Маркус Віннеборг |
| Клінкгаммер — 04:54 Карабань — 29:46 Павлович — 30:38 Павлович — 47:35 | 1:0 1:1 1:2 1:3 1:4 2:4 3:4 3:5 4:5 | 16:03 — Голл 21:28 — Шнебергер 22:17 — Ліндгрен 29:31 — Шор 41:40 — Корві |          | Арбітри: Майкл Легго Маркус Віннеборг |
| 16 хв.                                                                 | Вилучення                           | 18 хв.                                                                    |          | Арбітри: Майкл Легго Маркус Віннеборг |
| 20                                                                     | Кидки                               | 19                                                                        |          | Арбітри: Майкл Легго Маркус Віннеборг |

| Команда           | В | ВО | ПО | П | ШЗ | ШП | Очк |
| ----------------- | - | -- | -- | - | -- | -- | --- |
| «Динамо» (Мінськ) | 1 | 0  | 0  | 1 | 11 | 9  | 3   |
| «Давос»           | 1 | 0  | 0  | 1 | 8  | 8  | 3   |
| Канада            | 1 | 0  | 0  | 1 | 8  | 10 | 3   |

## Фінальний раунд

### 1/4 фіналу
| 29 грудня 2016 15:00 | «Маунтфілд» (Градець-Кралове) | 1 : 5 (0:2, 1:1, 0:2) | Канада | Вайлент Арена, Давос Глядачів: 6.012 |

| Протокол        | Протокол                | Протокол                                                                | Протокол | Протокол                          |
| --------------- | ----------------------- | ----------------------------------------------------------------------- | -------- | --------------------------------- |
|                 | Кацетл                  | Голкіпери                                                               | Фукале   | Арбітри: Тобіас Верлі Марк Віганд |
| Беднарж — 39:20 | 0:1 0:2 0:3 1:3 1:4 1:5 | 04:19 — Еббетт 19:41 — Норо 33:32 — Гормлі 42:24 — Реймонд 43:01 — Паре |          | Арбітри: Тобіас Верлі Марк Віганд |
| 20 хв.          | Вилучення               | 12 хв.                                                                  |          | Арбітри: Тобіас Верлі Марк Віганд |
| 20              | Кидки                   | 30                                                                      |          | Арбітри: Тобіас Верлі Марк Віганд |

| 29 грудня 2016 20:15 | «Давос» | 3 : 1 (2:1, 0:0, 1:0) | «Автомобіліст» (Єкатеринбург) | Вайлент Арена, Давос Глядачів: 6.300 |

| Протокол                                | Протокол        | Протокол        | Протокол | Протокол                              |
| --------------------------------------- | --------------- | --------------- | -------- | ------------------------------------- |
|                                         | Сенн            | Голкіпери       | Лісутін  | Арбітри: Стефан Фонселіус Майкл Легго |
| Рууту — 05:28 Шор — 08:35 Візер — 43:39 | 1:0 2:0 2:1 3:1 | 17:58 — Голишев |          | Арбітри: Стефан Фонселіус Майкл Легго |
| 8 хв.                                   | Вилучення       | 14 хв.          |          | Арбітри: Стефан Фонселіус Майкл Легго |
| 22                                      | Кидки           | 32              |          | Арбітри: Стефан Фонселіус Майкл Легго |

### 1/2 фіналу
| 30 грудня 2016 15:00 | «Динамо» (Мінськ) | 2 : 3 (0:2, 1:0, 1:1) | Канада | Вайлент Арена, Давос Глядачів: 6.300 |

| Протокол                         | Протокол            | Протокол                                         | Протокол | Протокол                              |
| -------------------------------- | ------------------- | ------------------------------------------------ | -------- | ------------------------------------- |
|                                  | Скрівенс            | Голкіпери                                        | Фукале   | Арбітри: Стефан Фонселіус Марк Віганд |
| Степанов — 21:44 Еллісон — 55:16 | 0:1 0:2 1:2 1:3 2:3 | 07:07 — Пуліо 14:03 — ДіДоменіко 52:29 — Геновей |          | Арбітри: Стефан Фонселіус Марк Віганд |
| 26 хв.                           | Вилучення           | 22 хв.                                           |          | Арбітри: Стефан Фонселіус Марк Віганд |
| 23                               | Кидки               | 37                                               |          | Арбітри: Стефан Фонселіус Марк Віганд |

| 30 грудня 2016 20:15 | «Лугано» | 4 : 0 (1:0, 2:0, 1:0) | «Давос» | Вайлент Арена, Давос Глядачів: 6.300 |

| Протокол                                                      | Протокол         | Протокол  | Протокол | Протокол                                   |
| ------------------------------------------------------------- | ---------------- | --------- | -------- | ------------------------------------------ |
|                                                               | Елвіс Мерзлікінс | Голкіпери | Ніффелер | Арбітри: Стефан Фонселіус Маркус Віннеборг |
| Класен — 16:59 Бюрглер — 31:23 К'єза — 35:01 Бертаджа — 45:54 | 1:0 2:0 3:0 4:0  |           |          | Арбітри: Стефан Фонселіус Маркус Віннеборг |
| 26 хв.                                                        | Вилучення        | 24 хв.    |          | Арбітри: Стефан Фонселіус Маркус Віннеборг |
| 33                                                            | Кидки            | 35        |          | Арбітри: Стефан Фонселіус Маркус Віннеборг |

### Фінал
| 31 грудня 2016 12:00 | Канада | 5 : 2 (1:1, 3:0, 1:1) | «Лугано» | Вайлент Арена, Давос Глядачів: 6.300 |

| Протокол                                                                      | Протокол                    | Протокол                        | Протокол                       | Протокол                              |
| ----------------------------------------------------------------------------- | --------------------------- | ------------------------------- | ------------------------------ | ------------------------------------- |
|                                                                               | Фукале                      | Голкіпери                       | Елвіс Мерзлікінс Стефан Мюллер | Арбітри: Маркус Віннеборг Марк Віганд |
| Геновей — 06:03 Пуліо — 20:59 Еммертон — 22:59 Еббетт — 37:17 Сполінг — 59:43 | 0:1 1:1 2:1 3:1 4:1 4:2 5:2 | 00:31 — Бюрглер 44:08 — Бюрглер |                                | Арбітри: Маркус Віннеборг Марк Віганд |
| 24 хв.                                                                        | Вилучення                   | 12 хв.                          |                                | Арбітри: Маркус Віннеборг Марк Віганд |
| 47                                                                            | Кидки                       | 42                              |                                | Арбітри: Маркус Віннеборг Марк Віганд |

## Команда усіх зірок
| Позиція              | Гравець          | Країна   | Команда           |
| -------------------- | ---------------- | -------- | ----------------- |
| Воротар              | Елвіс Мерзлікінс | Латвія   | «Лугано»          |
| Правий захисник      | Максим Норо      | Канада   | Канада            |
| Лівий захисник       | Джеймс Вісневскі | США      | «Лугано»          |
| Правий нападник      | Євген Ковиршин   | Білорусь | «Динамо» (Мінськ) |
| Центральний нападник | Ендрю Еббетт     | Канада   | Канада            |
| Лівий нападник       | Дрю Шор          | США      | «Давос»           |